# Isaiah Whaley
Isaiah Whaley (Gastonia, 26 marzo 1998) è un cestista statunitense.